# Райошник
Райо́шник (від рос. раёшник) — одна з форм давнього тонічного речитативного віршування, що має фольклорну основу. Назву отримав завдяки використовуванню як текстового супроводу показу картинок у так званих «райках» — ящиках із збільшувальними стеклами.

## Характеристика
Метрична та ритмічна організація для райошника не обов'язкова. Рядки в ньому переважно нерівні, з парним римуванням, здебільшого дієслівним. Ці принципи закладені й у багатьох інших формах речитативного віршування.
З огляду на це райошник називають «фразовиком» або «римованою прозою». У писемній літературі форма райошника застосовувалася, зокрема, в інтермедіях (інтерлюдіях) — невеличких комічних сценках, призначених розважати глядачів в антрактах між діями «шкільних драм». Ось репліка чорта з інтермедії «Баба, дід і чорт»:

Один день, бабко, і ти, діду, милії,

Вижу, же є-сьте веселії і барзо подпилії.

Музики питаєши? Я грач чудзоземски,

І волочай потішний, а жартун вшеленски;

Як заграю — не кождій в танцу весело скачет,

А інший з танечников і ревне заплачет.

Я такий музикант єстем: як скоро заграю,

То тим, що танцуют, пекло отвирают.